# 四生
四生，佛教術語，指世間有情眾生的四種出生的方式，即胎生、卵生、濕生和化生。「四生」、「四生眾類」兩詞可用於泛指一切有情眾生。
於四生之基礎上，另有十生、十一生類之說。

## 概论
四生义爲“四种出生”，共胎、卵、湿、化四类。
- 胎生：出生前裹藏在“胎藏”（卵巢）中，後破胎藏出生者。如象、馬、牛、驴、羊、鹿、水牛、猪豕等。後身菩薩（指此生結束後即解脫生死之菩薩[3]）亦皆為胎生，其原因為引導世人接受正法、增加對佛法之信心、避免外道毀謗其為鬼神化身。[4]
- 卵生：出生前在卵中生长，后破卵殼出生者。如鸡、鸭、鹅、雁、孔雀、鹦鹉等。
- 濕生：是指由濕氣受形，依靠湿润处如沟渠、廁所、池沼等地而出生者，如蚊、蛾、蟋蟀等。
- 化生：是指无所依托，突然自然生化而出，如所有天人、地獄眾生、中有等，為四生中數量最多者。[5]

四生并非和“物种”或六道众生种类一一对应，如《俱舍論》認為人與畜生四種生育方式皆有（龍與大鵬金翅鳥皆屬後者），餓鬼道眾生則有胎生及化生兩種。《楞嚴經》亦認為遍布於各道中的阿修羅各有不同誕生方式，天道修羅為化生、人道修羅為胎生、畜生道修羅為濕生、餓鬼道修羅為卵生。
「四生」、「四生眾類」兩詞可用於泛指一切有情眾生。四生和六趣（即六道、六趨）合稱為「生趣」、「六道四生」。「四生三有」則指有情眾生和其生存的欲界、色界、無色界等空間。

## 文化应用
- 王僧孺的《忏悔礼佛文》稱：“袭介披鳞，溼生卵化。八苦六穷，三涂五道。”
- 康有为 《大同书》甲部绪言：“凡胎生、湿生、卵生、化生之万形千汇，亦皆与我耳目相接，魂知相通，爱磁相摄，而吾何能恝然！”
- 李時珍將昆蟲分成卵生、化生和濕生三類，有可能是受了佛教惯用语的影響。

## 十生、十一生類
《金剛經》記載：“所有一切眾生之類，若卵生、若胎生、若濕生、若化生，若有色、若無色、若有想、若無想、若非有想非無想，我皆令入無餘涅槃而滅度之。”除前四生外其餘釋義如下：
- 有色生－色界之眾生
- 無色生－無色界之眾生
- 有想生－除色界無想天之所有眾生
- 無想生－色界無想天之眾生
- 非有想生、非無想生－將非想非非想處之眾生分為兩者

以上金剛經所提及者合稱十生，加總之一生則稱為十一生、十一生類，見於空海《性霊集》卷六：「十一生類入，無餘而不度。」